# Magyar Figyelő
A Magyar Figyelő egy 1911 és 1918 között megjelent magyar közérdekű folyóirat volt.

## Története
A folyóiratot Tisza István alapította a konzervatív-nacionalista álláspont védelmére: „A Magyar Figyelő a magyar értelmiséghez intézi szavát. Az osztályérdekek ellen sorompóba hívja az országos érdeket. A rombolás hóbortjával szemben az építők elszántságát. A jelszavak fanatikusai ellen a nemzet józan belátását. A közömbösök ernyedtsége ellen a magyar ősi erejét.” A folyóirat munkatársai éles elmeéllel küzdöttek a radikális-dekadens irányok harcosai ellen. „Hihetetlen, minő fogékonysággal bír közönségünk a dekadens irányzatok iránt. Tudomány, irodalom, művészet szabad prédája mindazoknak, akik az újdonság, a feltűnés, a rendkívüliség terén egymást kívánják túlszárnyalni. Valósággal drótnélküli távírón érkezik hozzánk a latin kultúra minden beteges tünete. Ez ellen a folyamat ellen küzdünk mi meggyőződésünk egész erejével.” A pompásan szerkesztett politikai és irodalmi szemle hiába emelt szót a társadalmi rend eszméje mellett, eleven érvelése csak a higgadtabban gondolkodó olvasókat győzte meg a maga igazáról. A folyóirat 1911-ben indult, és 7 éven keresztül jelent meg. 1918-ban szünt meg. Kiadója a Singer és Wolfner Irodalmi Intézet Rt. volt, a szerkesztési feladatokat Herczeg Ferenc látta el.
Az egyes kötetek ma digitalizálva az Arcanum Újságokról elérhetőek.

## Egyéb irodalom
- Tőkéczki László: A Magyar Figyelő (1911–1918) eszméi (tti.abtk.hu)